# 王由
王由（？—？），字茂道，京兆郡霸城县（今陕西省西安市灞桥区）人，北魏平北将军、中山郡内史、慎县伯王世弼次子，北魏官员。

## 生平
王由喜好学习有文学才能，尤其擅长写草书和隶书。王由个性正直厚道，有名士的风度，又善于绘画，为当时之人所佩服。王由历任给事中、尚书郎、东莱郡太守，从东莱郡太守任上离职后寄居在颍川郡。天平初年，元洪威起兵响应西魏，东魏军队前往讨伐，王由被溃散的士兵杀害，时年虚岁四十三，名流替他哀伤惋惜。王由死后，他的朋友卢元明忽然梦见王由带酒来与自己告别，赋诗作为赠礼。到天亮时，卢元明回忆起诗中的十个字“自兹一去后，市朝不复游。”卢元明叹息说：“王由天性不媚俗，寄旅人世，才有现在的梦，诗又如此，一定有其他的缘故。”过了三天，果然听说王由被乱兵杀死。探寻王由死的那天，就是卢元明做梦的晚上。